# Фафе
Фа́фе (порт. Fafe; МФА: [ˈfa.fɨ], Фа́фи) — муніципалітет і місто в Португалії, в окрузі Брага. Розташований у північній частині країни, на теренах історичної португальської провінції Дору-Міню. Належить до Бразької архідіоцезії Католицької церкви в Португалії. Права міського самоврядування має з 1513 року. Поділяється на 25 парафій. За адміністративним поділом, чинним до 1976 року, був складовою провінції Міню. Площа муніципалітету — 219,08 км², населення муніципалітету — 50633 ос. (2011); густота населення —  auto осіб/км²
. Патрон — Діва Марія. Святковий день муніципалітету — 16 травня. Поштовий індекс — 4820.  Код місцевої адміністративної одиниці — 0307. Складова статистичного регіону Північ.

## Географія
Фафе розташоване на північному заході Португалії, на південному сході округу Брага.
Місто розташоване за 24 км на південний схід від міста Брага.
Фафе межує на півночі з муніципалітетами Повуа-де-Ланьозу і Вієйра-ду-Міню, на сході — з муніципалітетами Кабесейраш-де-Башту і Селоріку-де-Башту, на півдні — з муніципалітетом Фелгейраш, на заході — з муніципалітетом Гімарайнш.

## Історія
1513 року португальський король Мануел I надав Фафе форал, яким визнав за поселенням статус містечка та муніципальні самоврядні права.

## Населення
| Кількість мешканців | Кількість мешканців | Кількість мешканців | Кількість мешканців | Кількість мешканців | Кількість мешканців | Кількість мешканців | Кількість мешканців | Кількість мешканців | Кількість мешканців | Кількість мешканців | Кількість мешканців | Кількість мешканців | Кількість мешканців | Кількість мешканців |
| ------------------- | ------------------- | ------------------- | ------------------- | ------------------- | ------------------- | ------------------- | ------------------- | ------------------- | ------------------- | ------------------- | ------------------- | ------------------- | ------------------- | ------------------- |
| 1864                | 1878                | 1890                | 1900                | 1911                | 1920                | 1930                | 1940                | 1950                | 1960                | 1970                | 1981                | 1991                | 2001                | 2011                |
| 22 674              | 24 624              | 25 736              | 27 346              | 30 102              | 30 031              | 32 959              | 37 468              | 42 243              | 43 782              | 43 212              | 45 828              | 47 862              | 52 757              | 50 633              |

## Парафії
- Абоїн
- Агрела
- Антіме
- Ардеган
- Арміл
- Арнозела
- Варзея-Кова
- Віла-Кова
- Віньош
- Голайнш
- Гонтін
- Ешторанш
- Кеймадела
- Кіншайнш
- Меделу
- Монте
- Морейра-ду-Рей
- Пассуш
- Педраїду
- Регадаш
- Ревельє
- Рібейруш
- Санта-Кріштіна-де-Аройнш
- Сан-Клементе-де-Сілвареш
- Сан-Женш
- Сан-Мартіню-де-Сілвареш
- Сан-Роман-де-Аройнш
- Сейдойнш
- Сепайнш
- Серафан
- Травассош
- Фафе
- Фарежа
- Фелгейраш
- Форнелуш
- Фрейташ